# 曼内斯曼

曼内斯曼公司标志

曼内斯曼（德语：Mannesmann）是一家跨众多行业集团公司。

## 历史
1890年创立于德国杜塞尔多夫，1990年通过收购德国电信进入电信运营行业，曾是德国第二大有线固定电话和网络运营商。1999年與沃达丰爭購和黃旗下的Orange電訊，最後雖完成收購，旋即被英国沃达丰反并购，随即被拆分出售，此时曼内斯曼在法兰克福证券交易所上市，员工130 860人，年销售额232.7亿欧元。其中冶金装备的龙头企业德马克被售予西马克集团，液压装备龙头企业力士乐被售予了博世。2008年5月,德国联邦铁路公司和德意志银行将各自的18.17%和8.18%股份卖给沃达丰，使沃达丰成为唯一股东。

## 争论
第二次世界大战期间，曼内斯曼公司被纳粹党的Wilhelm Zangen掌控,在轧钢厂雇佣大量劳工。 
虽然战后Zangen因支持纳粹被监禁四个月,Zangen依然担任曼内斯曼公司的管理层直至1966年退休。